# Specie di Lamium
Elenco delle specie di Lamium:

## A
- Lamium album L., 1753
- Lamium amplexicaule L., 1753

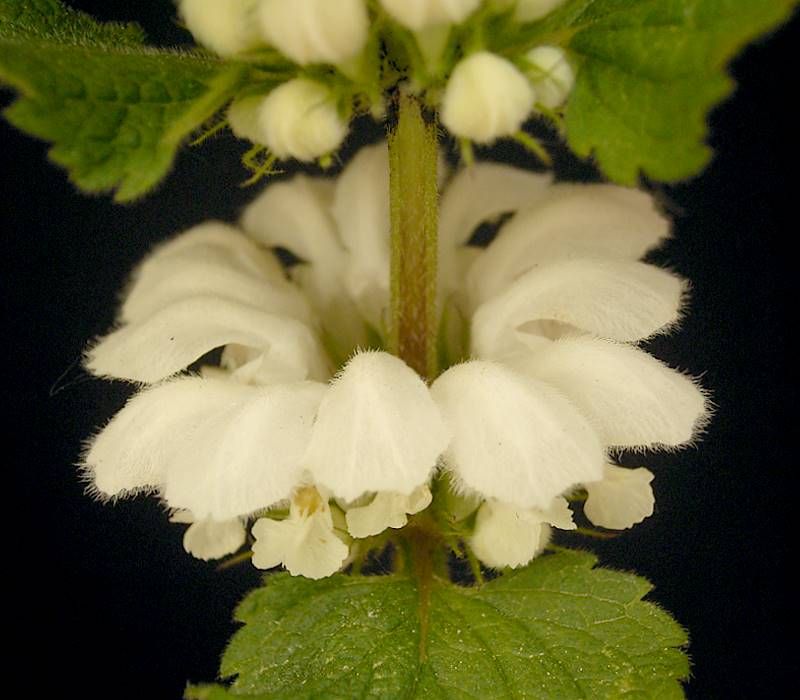
Lamium album
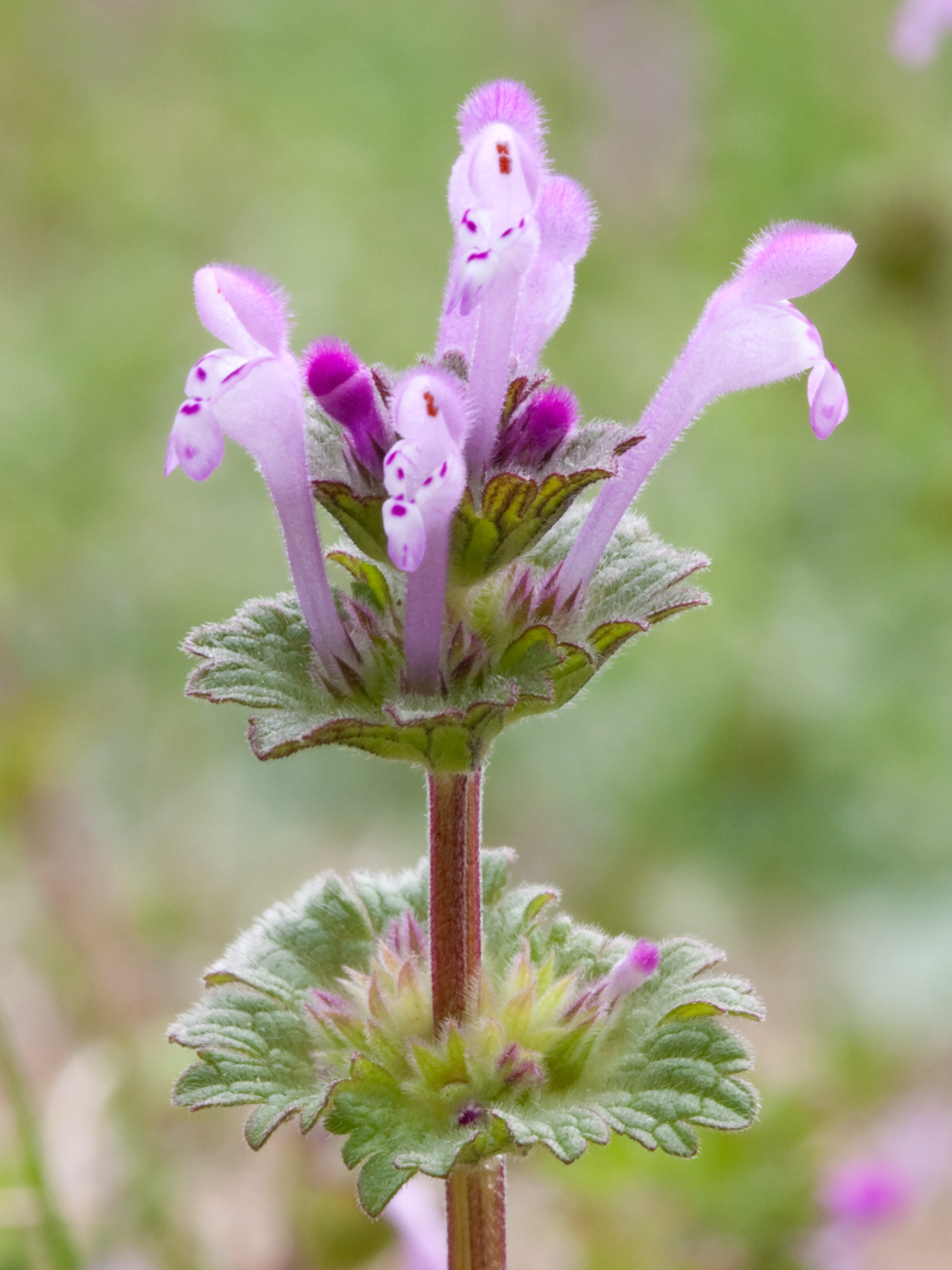
Lamium amplexicaule

## B
- Lamium bifidum Cirillo, 1788

## C
- Lamium caucasicum Grossh., 1944
- Lamium chinense Benth., 1848
- Lamium confertum Fr., 1845

## E
- Lamium eriocephalum Benth., 1848

## F
- Lamium flexuosum Ten., 1820

## G
- Lamium galactophyllum Boiss. & Reut., 1879
- Lamium galeobdolon (L.) Crantz, 1763
- Lamium garganicum L., 1763
- Lamium gilongensis H.W.Li, 1985
- Lamium glaberrimum (K.Koch) Taliev, 1902

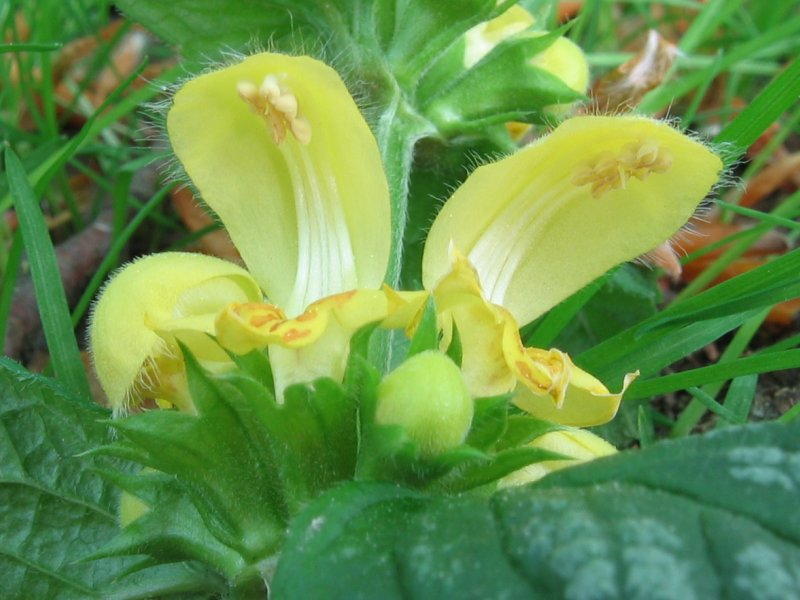
Lamium galeobdolon

## K
- Lamium kwangtungense (C.Y.Wu) ined.

## M
- Lamium macrodon Boiss. & A.Huet, 1859
- Lamium maculatum (L.) L., 1763
- Lamium moschatum Mill., 1768
- Lamium multifidum L., 1753

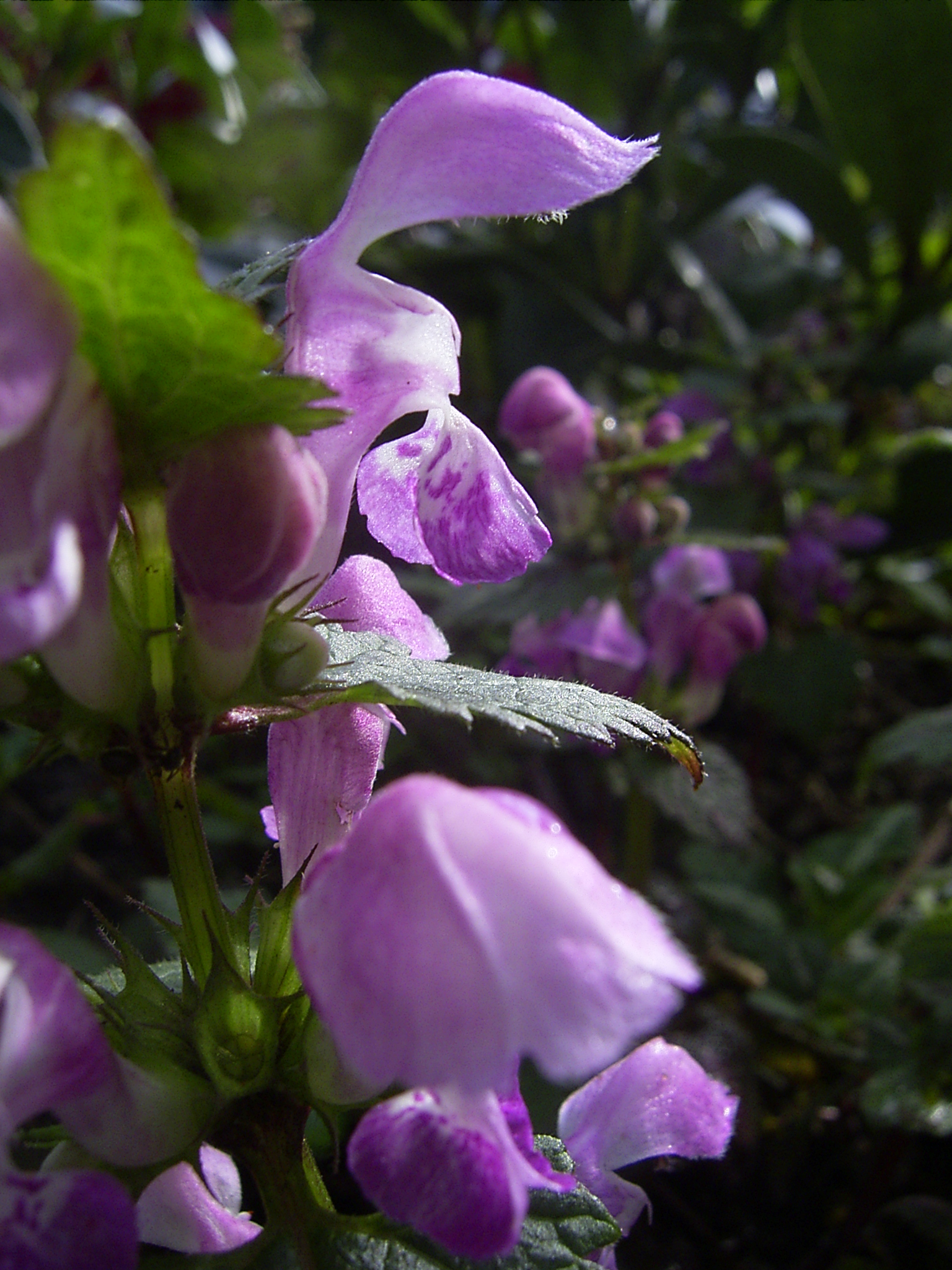
Lamium maculatum

## O
- Lamium orientale (Fisch. & C.A.Mey.) E.H.L.Krause, 1903
- Lamium orvala L., 1759

## P
- Lamium purpureum L., 1753

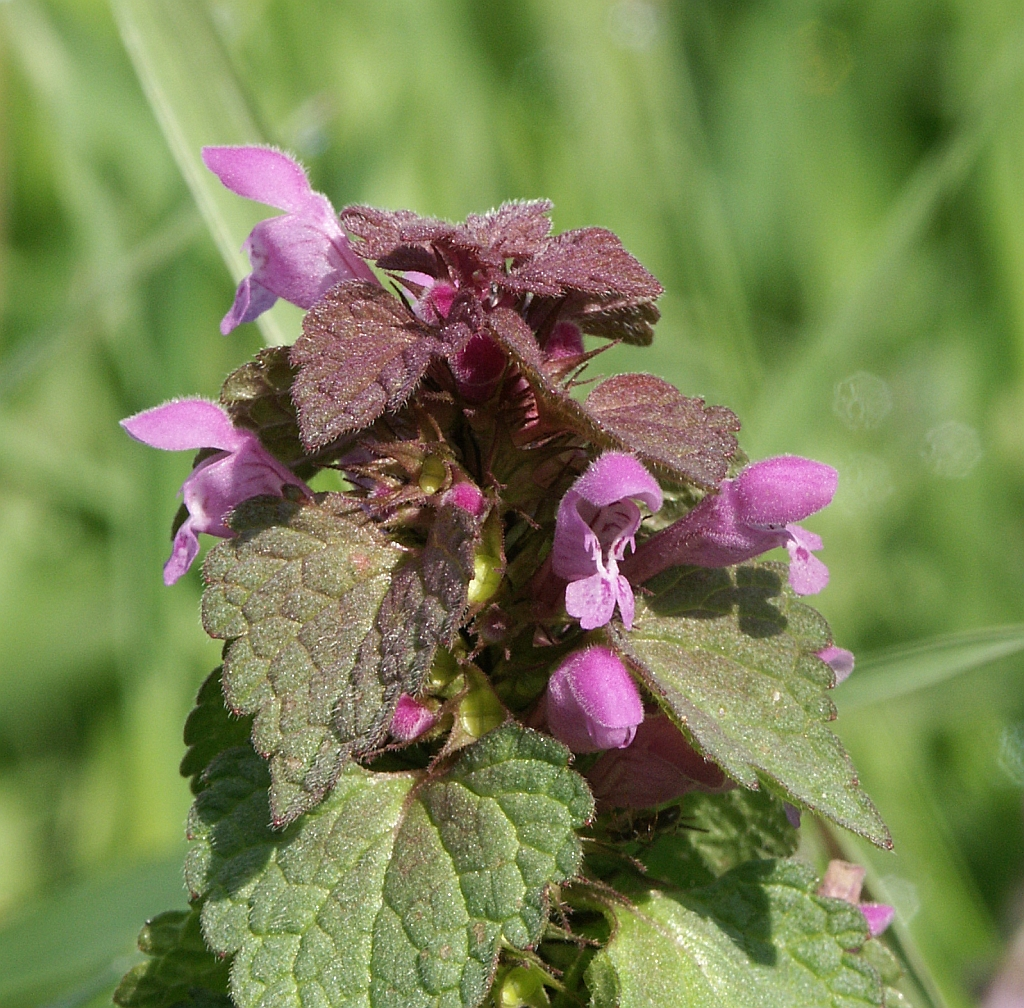
Lamium purpureum

## S
- Lamium szechuanense (C.Y.Wu) ined.

## T
- Lamium taiwanense S.S.Ying, 1991
- Lamium tomentosum Willd., 1800
- Lamium tschorochense A.P.Khokhr., 1995

## V
- Lamium vreemanii A.P.Khokhr., 1995

## Y
- Lamium yangsoense (Y.Z.Sun) ined.